# Cryptoleptodon pluvinii
Cryptoleptodon pluvinii är en bladmossart som beskrevs av Brotherus 1906. Cryptoleptodon pluvinii ingår i släktet Cryptoleptodon och familjen Pterobryaceae. Inga underarter finns listade i Catalogue of Life.